# Düsterkreuz

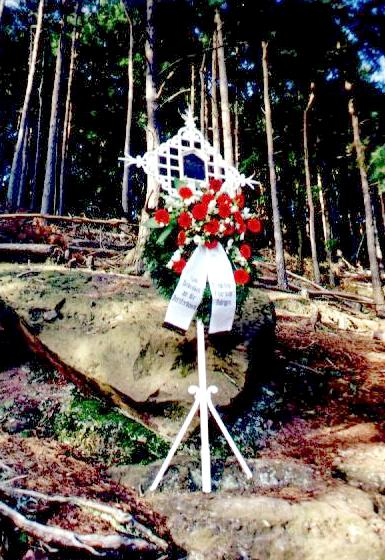
Das Düsterkreuz

Das Düsterkreuz ist eines der wenigen Feuerwehr-Denkmäler in Deutschland. Es steht im Wald bei Nideggen im Kreis Düren, Nordrhein-Westfalen.

## Geschichte
Das Düsterkreuz wurde im Jahre 1912 zum Gedenken an den Feuerwehrmann Heinrich Düster errichtet. Düster starb an dieser Stelle bei einem Waldbrand am 9. September 1911.
Der Brand war im Jungholz zwischen Nideggen und Rath ausgebrochen. Auch der damals 24 Jahre alte Heinrich Düster, Mitglied der Freiwilligen Feuerwehr Nideggen, war mit Löscharbeiten beschäftigt. Er wurde bei dem Versuch, die Flammen von einem angrenzenden Tannenhochwald fernzuhalten, von einer Feuerwalze überrollt und verbrannte. Erst durch die bei ihm gefundene Taschenuhr konnte sein Identität festgestellt werden.
In Nideggen wurde die Heinrich-Düster-Straße nach dem verbrannten Feuerwehrmann benannt.
Es wurde am 27. März 1991 als Denkmal eingetragen.

## Beschreibung
Das Denkmal steht am Hirtzleyweg-Waldwanderweg. Es ist ein schmiedeeisernes Gedenkkreuz mit Gedenkplatte. Das Kreuz ist im Felsen verankert und weiß gestrichen.
Auf der Tafel am Düsterkreuz steht: